# 요빌 타운 FC
요빌 타운 FC(Yeovil Town FC)는 잉글랜드 서머싯주에 있는 요빌을 연고로 하는 축구 클럽으로 현재 내셔널리그에 참가하고 있다.
2003-04 시즌부터 초록색과 흰색의 가로줄무늬 유니폼을 사용하고 있는데, 이것은 스코틀랜드의 셀틱과 아일랜드의 샴록 로버스 등의 클럽과 비슷한 유니폼이다.
2003년에 풋볼 컨퍼런스에서 우승을 하고 풋볼 리그로 승격했는데, 풋볼 리그에 입성하기 전에도 FA 컵에서 가장 선전한 논 리그 팀으로 널리 알려져 있다. 예를 들어, 1949년에 FA 컵 네 번째 라운드에서 당시 1부 리그의 상위권 클럽이던 선덜랜드를 격파하고, 다음 경기는 메인 로드의 8만 1천의 관중 앞에서 맨체스터 유나이티드를 상대했던 것은 아주 유명하다.
요빌은 1990년 이후로, 경사가 심한 걸로 소문이 나있던 더 휴이시를 떠나 그 이름을 따서 이름지은 휴이시 파크를 홈 구장으로 쓰고 있다. 휴이시 파크는 그라운드 안에 좌석을 추가 배치 하면 20,000 석 이상의 좌석을 확보할 수 있는 게 특이사항이다. 현재 3,500석을 추가하고 주위에 상가를 설치하는 경기장 확장 계획이 세워져있다.
2004년 1월 리버풀과의 FA컵 3라운드에서 지긴 했지만 그것을 기념하기 위해 내놓은 "요빌 트루"는 요빌에서만 판매되었음에도 UK 싱글 차트 36위를 기록하기도 했다.

## 역사

### 논-리그 클럽으로서의 역사
1890년에 요빌은 요빌 풋볼 클럽으로 창단되었다. 같은 지역의 럭비 팀과 오랫동안 경기장을 공유했는데, 1895년에 요빌 캐주얼스로 이름을 바꾸고, 펜 밀 아슬레틱스 그라운드로 홈 경기장을 옮겼다. 1907년에 요빌 타운이란 이름으로 바뀌었고, 1915년에 페터스 유나이티드와의 합병으로 클럽 이름은 요빌 & 페터스 유나이티드가 되었다.
요빌은 1948-1949 시즌 FA 컵 후로 전국에 '자이언트 킬러'로 이름을 알렸는데, 그들의 최다 관중인 16000명의 홈 관중 앞에서 선덜랜드를 1:0으로 이긴 사건 때문이다. 하지만 요빌은 메인 로드에서 열린 다음 라운드 경기에서 맨체스터 유나이티드에게 8:0 패배를 당했다.
요빌은 1955년과 1973년 사이에 서던 풋볼 리그에서 3번 우승을 하고, 2번 준우승을 했다. 요빌은 1976년에 풋볼 리그 회원이 되기 위해 선거에 나갔으나, 아주 약간의 표 차이로 떨어지고 말았다. 1979년에 요빌은 새로 창설되는 논-리그인 풋볼 컨퍼런스의 초기 클럽 중 하나가 되었다. 1985년에 이스미언 리그로 강등되었으나, 1988년에 우승을 하고 다시 컨퍼런스로 돌아왔다.
1990년에는 밥 로드 챌린지 트로피를 우승했고, 컨퍼런스 4위를 차지했는데, 이건 당시 클럽의 가장 높은 리그 순위였다. 1995년에는 그레이엄 로버츠가 감독으로 임명되었으나, 다시 이스미언 리그로 강등되었다. 요빌은 1997년에 역사상 가장 높은 기록인 승점 101점을 기록하며 컨퍼런스로 복귀했다.
2001년 6월에 게리 존슨이 감독으로 임명되고, 빌라 파크에서 스테브니지 보로를 2:0으로 이기며 FA 트로피를 들어 올리는데, 이것이 요빌의 첫 번째 메이저 컵이었다. 그리고 그 다음 시즌에 요빌은 풋볼 컨퍼런스를 승점 95점을 기록하면서 종전 최다 승점에 17점을 더하며 우승했고, 휴이시 파크 무패를 기록했다. 당시 요빌은 여러 좋은 선수들을 갖고 있었고, 몇몇은 그 후 프리미어 리그로 진출했다. 유명한 선수들로는 웨스트 햄으로 이적한 가빈 윌리엄스나, 리 존슨, 크리스 윌, 대런 웨이, 아담 록우드가 있었다.

### 풋볼 리그에서의 역사
요빌이 풋볼 리그에 소속된 후 최초로 한 경기는 로치데일 원정이었는데, 3:1으로 요빌이 승리했다. 요빌은 그 시즌에 8위를 기록했고, FA 컵에서는 3라운드에서 리버풀에 2:0으로 지며 탈락했다. 다음 시즌에는 승점 83점을 기록하며 풋볼 리그 2에서 우승하며 풋볼 리그 1으로의 승격을 확정지었다. 이 시즌 도중, 클럽이 존 고다드-와츠로부터 데이비드 웹에게 팔리며, 데이비드 웹이 단장에서 구단주로 역할이 바뀌었다.
2005-06 시즌에는 게리 존슨 감독이 요빌을 떠나 플리머스 아가일과 더비 카운티의 감독 제의를 거절하며 브리스톨 시티 감독으로 부임했다. 감독 자리는 코치였던 스티브 톰슨으로 대체되었고, 케빈 호지스는 수석 코치로 임명되었다. 시즌이 끝난 후, 스티브 톰슨은 다시 주전팀 코치가 되었고, 러셀 슬레이드가 감독으로 임명되었다. 이 즈음에, 존 프라이가 데이비드 웹의 구단 주식을 모두 사들이며 새 구단주로 취임했다.
요빌은 2006-07 시즌을 5위로 마치며 챔피언십을 향한 플레이오프에 진출했다. 플레이오프 준결승에서 요빌은 노팅엄 포레스트에게 홈 경기를 2:0으로 지며 패색이 짙었으나, 어웨이 경기를 연장전 끝에 5:2로 이기며 합계 5:4로 극적으로 결승에 진출할 수 있었다. 그러나 요빌은 웸블리 경기장에서 열린 블랙풀과의 결승전에서 2:0으로 패해 승격은 불가능하게 되었다.
2007-08 시즌은 승점 52점을 기록하며 18위로 마감해, 전 시즌보다는 덜 성공적이었다. 러셀 슬레이드는 2008-09 시즌에도 계속 지휘봉을 잡았으나, 2009년 2월에 감독직에서 내려왔다. 스티브 톰슨이 감독 대행으로 임명되고 한 경기를 치른 후, 요빌의 주장인 테리 스키버튼이 새 선수 겸 감독으로 임명되고, 부주장인 나단 존스가 선수 겸 수석 코치로 지명되었다.
스키버튼과 나단 존스는 스윈던 타운을 상대로 첫 승리를 기록할 때까지 7경기 동안 승리가 없었다. 그 승리는 요빌과 함께 강등권 사투를 벌이고 있던 스윈든에게도 중요한 경기였으며, 요빌은 그 승기를 몰아 두 경기를 더 승리하고, 어려운 상대와의 경기에서도 무승부를 기록하는 등 선전했다. 요빌은 25일 토요일에 있었던 경기인 트랜미어와의 경기에서 1:1 무승부를 기록하며 잔류를 확정지었다. 이후 테리 스키버튼은 포브스나 펠티어 같은 핵심선수들과 재계약 협상을 하게 된다. 이 선수들을 잡는 것은 요빌이 이후 안정적인 순위를 기록하는데 큰 역할을 할 것이다.
2009-2010 시즌에 요빌은 트란미어 로버스를 2-0으로 이기며 좋게 시작했지만 그 후 일곱 경기 동안 이기지 못한다. 이후 요빌은 브렌트포드, 브리스틀 로버스, 칼라일 유나이티드 등을 포함해 네 경기를 이기는 등 여섯 경기 무패행진을 벌였으나, 2009년 8월 31일에 당시 선두이던 리즈 유나이티드 원정에서 4-0으로 난타당한다. 브리스톨 시티에서 임대온 가빈 윌리엄스와, 딘 바우디치가 요빌의 성적을 끌어올리는데 큰 공헌을 한다. 밀월 상대로 선전했지만 요빌 타운에 몸담은 적 있는 스트라이커 조너던 오비카의 늦은 골로 인해 승리를 놓친 후, 올덤 아슬레틱스에게 3-0으로 이기며 한 경기를 남겨 놓고 잔류를 확정짓게 된다.
2010-2011 시즌의 전반기는 거의 최악이었다. 2010년 크리스마스에 요빌은 최하위를 기록하고 있었으나, 막스 에머와 폴 우튼 같은 새 영입 선수들이 주축이 되어 1월에는 무패행진을 이어나가 테리 스키버튼은 이 달의 감독상 후보에 오르게 되고, 이 달 세골을 몰아넣은 중앙 수비수 폴 헌팅튼은 이 달의 선수상을 수상하게 된다. 또한 이 시즌 요빌은 레이튼 오리엔트 원정을 5-1로 이기며 역사상 가장 큰 원정 승리를 기록하기도 한다. 막바지 노츠 카운티, 콜체스터, 칼라일 등을 이기는 등 6경기 무패행진은 역사상 두 번째로 높은 14위에 안착시킨다. 지난 해와 같이 딘 바우디치(15골 득점, 마지막 두 달에 7골을 몰아넣음)가 최다득점자가 되었고, 최다도움자는 시즌이 끝난 다음 칼라일으로 이적한 안디 웰시다.
2010-2011 시즌이 끝난 후 요빌의 감독인 스키버튼은 트위터로 선수 추천을 받기로 했고, 키에런 아가드를 영입하면서 세계 최초로 트위터로 선수를 추천받고, 영입한 클럽이 되었다.
2012-2013 시즌에는 승격 플레이오프에서 브렌트포드를 2-1로 누르고 우승하면서 팀 역사상 최초로 풋볼 리그 챔피언십(2부 리그)에서 뛰게 된다.

## 라이벌 관계
서머싯 주에 큰 축구 클럽이 없기 때문에 요빌은 그다지 큰 라이벌 관계는 갖고 있지 않으나, 그들이 논-리그 클럽일 때는 웨이머스와 강한 라이벌 관계를 맺고 있었다. 그러나 요빌이 풋볼 리그로 승격하고, 웨이머스가 풋볼 리그로 승격하지 못하는 등 오랜 기간 만날 기회가 없었기에 라이벌 의식이 많이 수그러든 상태이다.
히어포드와는 논-리그 때는 자주 경기가 있었기에, 경기에서 훌리건들이 출몰하고 싸움이 일어나는 등 더비 경기라 불릴만하다.
브리스톨 로버스와 브리스톨 시티 역시 라이벌 관계로 여겨지지만, 요빌이 풋볼 리그에 진입한지 얼마 되지 않았기 때문에 라이벌 관계가 강하지는 않다.
역시 같은 지역인 엑서터 시티와는 처음으로 풋볼 리그 안에서 겨루었고, 1-1로 비겼다.

### 라이벌 클럽 목록
- 웨이머스
- 헤리퍼드 유나이티드
- 브리스틀 로버스
- 브리스틀 시티
- 첼트넘 타운
- 스윈던 타운
- 엑서터 시티

## 선수와 스태프 명단

### 현역
참고: FIFA 자격 규정에 따라 소속된 국가대표팀 국기를 표시합니다. 선수는 복수의 FIFA 비회원국 국적을 가지고 있을 수 있습니다.
| 번호 | 포지션 | 국적     | 이름            |
| ---- | ------ | -------- | --------------- |
| —    | GK     | 잉글랜드 | 개럿 스튜어트   |
| —    | DF     | 잉글랜드 | 크레이그 알콕   |
| —    | DF     | 웨일스   | 네이던 존스     |
| —    | DF     | 잉글랜드 | 루크 아일링     |
| —    | DF     | 웨일스   | 라이즈 배글리지 |
| —    | DF     | 아일랜드 | 대니 피츠시먼스 |
| —    | DF     | 잉글랜드 | 폴 헌팅튼       |
| —    | MF     | 잉글랜드 | 루이스 클락     |

| 번호 | 포지션 | 국적     | 이름          |
| ---- | ------ | -------- | ------------- |
| —    | MF     | 잉글랜드 | 빌리 깁슨     |
| —    | MF     | 잉글랜드 | 에드 업슨     |
| —    | MF     | 웨일스   | 가빈 윌리엄스 |
| —    | MF     | 잉글랜드 | 폴 우튼       |
| —    | FW     | 잉글랜드 | 키에런 아가드 |
| —    | FW     | 잉글랜드 | 롭 클로우즈   |
| —    | FW     | 잉글랜드 | 안디 윌리엄스 |

### 코칭 스태프
| 지위              | 이름          |
| ----------------- | ------------- |
| 감독              | 테리 스키버튼 |
| 선수 겸 수석 코치 | 네이던 존스   |
| 기술 코치         | 대런 웨이     |
| 유소년 개발 팀장  | 스콧 그린     |
| 골키퍼 코치       | 개럿 스튜어트 |
| 물리치료사        | 마이크 미키치 |